# Cadillac XLR
Cadillac XLR – samochód sportowy klasy średniej produkowany pod amerykańską marką Cadillac w latach 2003 – 2009.

## Historia i opis modelu

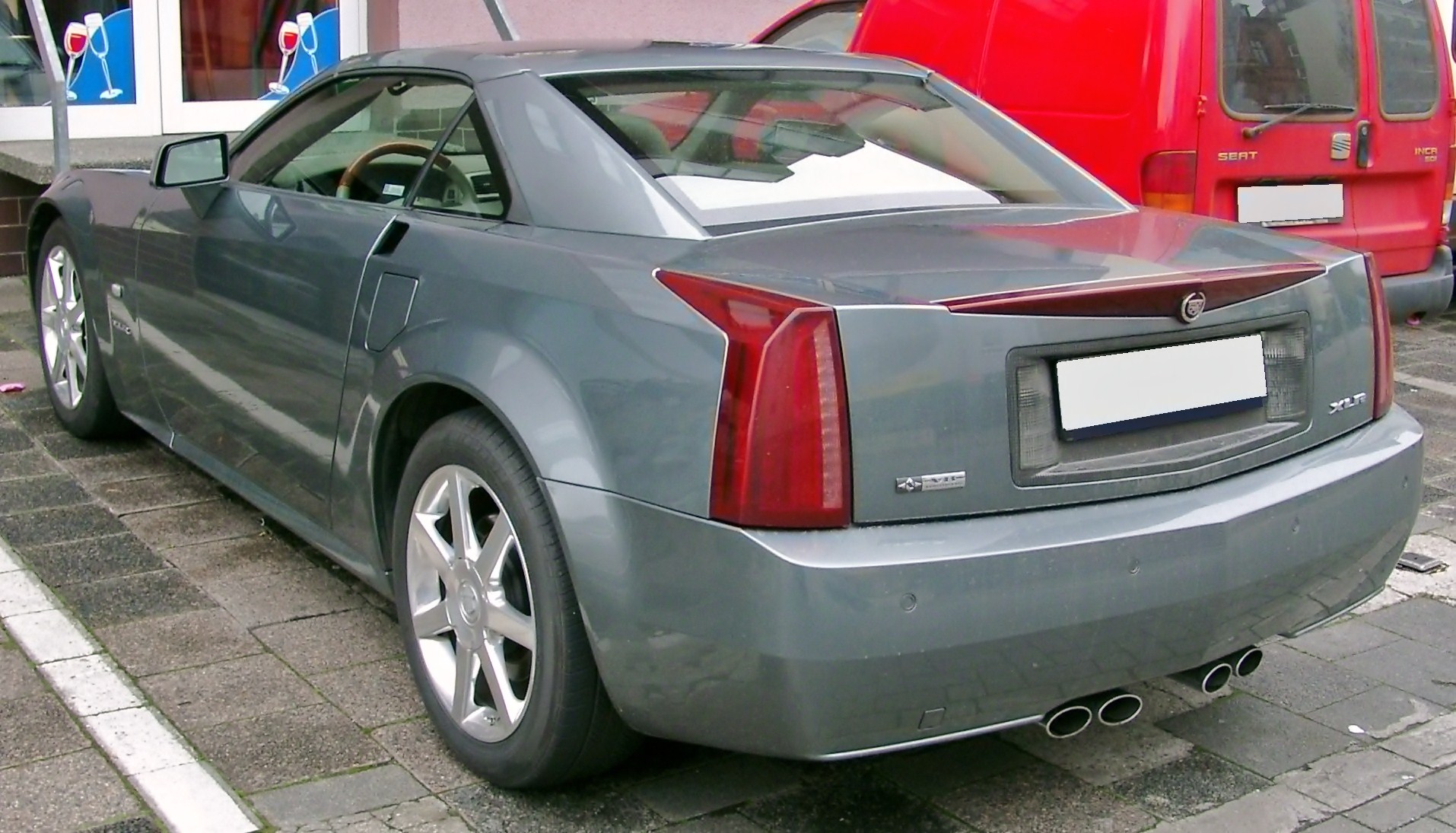
Cadillac XLR - tył

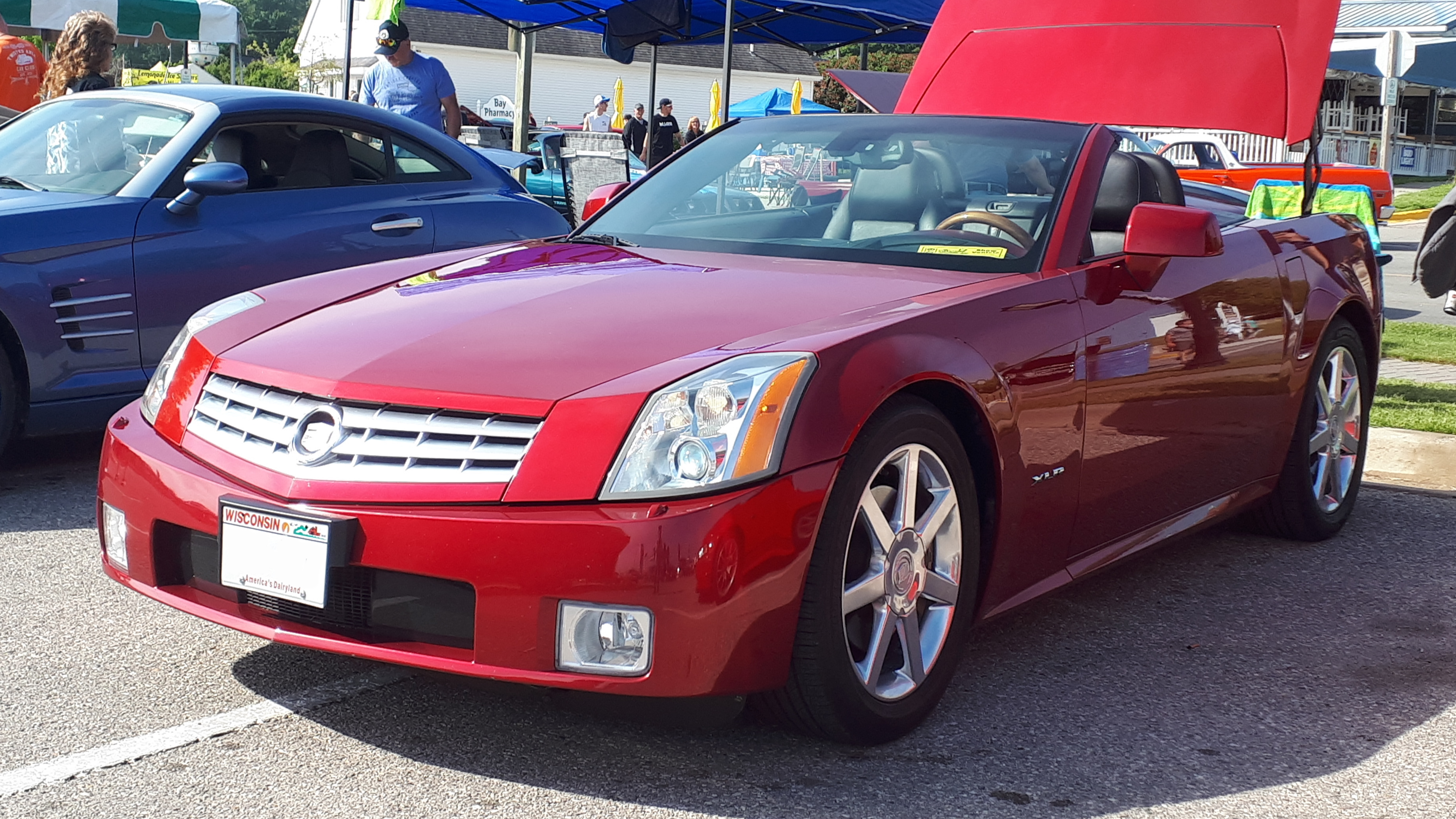
Cadillac XLR po liftingu

Samochód został po raz pierwszy oficjalnie zaprezentowany podczas targów motoryzacyjnych w Detroit w styczniu 2003 roku. Pojazd zbudowany został na płycie podłogowej modelu Chevrolet Corvette. Protoplastą pojazdu był koncept zaprezentowany w 1999 roku pod nazwą Evoq.

### Lifting
W 2008 roku samochód przeszedł face lifting. Delikatnie przemodelowano przedni zderzak pojazdu, wygląd atrapy chłodnicy oraz lamp przeciwmgielnych, a także maskę z nowymi przetłoczeniami. Z boku pojazdu zastosowano nowe wloty powietrza oraz nowy kształt rur wydechowych z tyłu pojazdu. Przy okazji listę wyposażenia wzbogacono o system Bluetooth.

### Silniki
| Silnik             | Pojemność skokowa [cm³] | Typ silnika        | Układ zasilania    | Średnica cylindra x skok tłoka [mm] | Stopień sprężania  | Moc maksymalna [KM] przy obr./min | Maks. moment obrotowy [Nm] przy obr./min | Przyśpieszenie 0-100 km/h |                    |
| Silniki benzynowe: | Silniki benzynowe:      | Silniki benzynowe: | Silniki benzynowe: | Silniki benzynowe:                  | Silniki benzynowe: | Silniki benzynowe:                | Silniki benzynowe:                       | Silniki benzynowe:        | Silniki benzynowe: |
| ------------------ | ----------------------- | ------------------ | ------------------ | ----------------------------------- | ------------------ | --------------------------------- | ---------------------------------------- | ------------------------- | ------------------ |
| XLR                | 4.6 (4565)              | V8 DOHC            | Wtrysk paliwa      | 93 x 84                             | 10,5:1             | 324 (239)/6400                    | 420/4000                                 | 5,8 s                     |                    |
| XLR-V              | 4.4 (4371)              | V8 DOHC SC         | Wtrysk paliwa      | 91 x 84                             | 9,0:1              | 446 (328)/6400                    | 576/3600                                 | 4,6 s                     |                    |

### Sprzedaż
| Rocznik | Liczba sztuk |
| ------- | ------------ |
| 2003    | 875          |
| 2004    | 3.665        |
| 2005    | 3.730        |
| 2006    | 3.203        |
| 2007    | 1.750        |
| 2008    | 1.250        |
| 2009    | 787          |